# Lisa Jakub
Lisa Jakub (Toronto, 27 dicembre 1978) è un'attrice e produttrice cinematografica canadese naturalizzata statunitense.
Figlia unica, è conosciuta soprattutto per aver preso parte ai film Mrs. Doubtfire - Mammo per sempre e Independence Day.

## Biografia
Jakub è nata il 27 dicembre 1978 a Toronto, nell'Ontario. È di origine slovacca (padre), gallese e scozzese (madre) ed è figlia unica.
Ha frequentato diverse scuole nella sua prima infanzia, tra cui l'Hillfield Strathallan College .
Ha dichiarato pubblicamente di non avere idea di tornare a recitare. Jakub in seguito divenne una scrittrice, autrice di due libri intitolati You Look Like That Girl (2015) e Not Just Me (2017) e contribuisce regolarmente ai blog online . Jakub è anche un insegnante di yoga, Kripalu qualificato — website: https://kripalu.org/
Ha discusso apertamente delle sue battaglie con ansia, depressione e attacchi di panico, di cui ha sofferto sin dall'adolescenza e attribuisce alla sua pratica yoga il merito di averla aiutata a superare le sue battaglie.
Nel 2021, Lisa ha lanciato un nuovo sito Web, BlueMala, che ha descritto come la risorsa che desiderava avere quando era nei suoi momenti più bui. Il sito web contiene i suoi articoli sul benessere mentale insieme ai suoi video di yoga e meditazione.
Jakub si è laureata in Sociologia presso l'Università della Virginia nel 2010.

## Vita privata
Dopo essersi ritirata dalla recitazione nel 2001 all'età di 22 anni, Jakub si è trasferita in Virginia e nel 2005 ha sposato il suo migliore amico di lunga data, l'ex direttore del teatro di Hollywood, Jeremy Jones in Italia.

## Recitazione
Il primo ruolo di Jakub è stato quello della nipote di Katis nel film Eleni del 1985. È apparsa nel film commedia drammatico Mrs. Doubtfire (1993) accanto a Mara Wilson, Sally Field, Matthew Lawrence e Robin Williams. Quando Jakub ha ricevuto la parte di Lydia in Mrs. Doubtfire, il suo liceo l'ha espulsa per aver accumulato troppe assenze. Robin Williams ha scritto una lettera alla scuola, supplicandoli di riammettere Jakub, ma non ha avuto successo.
Ha interpretato Sandra in Matinee (1993), è apparsa in A Pig's Tale (1994) e Independence Day (1996), The Beautician and the Beast (1997), e ha interpretato "l'ispirazione" per la Principessa Leila nel cortometraggio George Lucas in Love (1999). Ha recitato in Picture Perfect (1995) e ha interpretato un bordello lavoratore nel vecchio West americano in Painted Angels (1997).

## Libri
- You Look Like That Girl: A Child Actor Stops Pretending and Finally Grows Up (2015)
- Not Just Me: Anxiety, Depression, and Learning to Embrace Your Weird (2017)
- (Don't) Call Me Crazy (contributing writer) (Algonquin, 2018)

## Filmografia parziale

### Attrice
- Eleni (1985)
- Kay O'Brian (1986) - serie TV
- Rosa Scompiglio e i suoi amanti (Rambling Rose), regia di Martha Coolidge (1991)
- Matinee, regia di Joe Dante (1993)
- Mrs. Doubtfire - Mammo per sempre (Mrs. Doubtfire), regia di Chris Columbus (1993)
- Donna d'onore 2 (Vendetta II: The New Mafia), regia di Ralph L. Thomas (1993) - serie tv
- Independence Day, regia di Roland Emmerich (1996)
- L'amore è un trucco (The Beautician and the Beast), regia di Ken Kwapis (1997)
- Angeli del west (1998)
- Dream House (1998)
- A Walk on the Moon - Complice la luna (A Walk on the Moon), regia di Tony Goldwyn (1999)

### Produttrice
- Day After Day (2001)